# Amiralitetshuset
Amiralitetshuset (pol. Budynek Admiralicji) – budynek położony przy Amiralitetsbacken 1 na wyspie Skeppsholmen w Sztokholmie. Został wzniesiony w latach 1647–1650 jako siedziba szwedzkiej admiralicji i przebudowany na koszary w latach 1844–1846 według projektu Fredrika Bloma. Obecnie jest siedzibą Svenska Turistföreningen (Szwedzkiego Związku Turystycznego).

## Historia
Amiralitetshuset został zbudowany w latach 1647–1650, prawdopodobnie według projektu holenderskiego architekta Louisa Gillisa. Mieściła się w nim kancelaria admiralicji, sala posiedzeń, a najwyższym piętrze magazyn żeglarski. Budynek był wielokrotnie przebudowywany, ale zachował pierwotny portal z piaskowca. W 1680 flota szwedzka przeniosła się do Karlskrony, a budynek admiralicji zamieniono na szpital morski a później na siedzibę królewskiego archiwum. W 1758 archiwum zostało przeniesione, a budynek adaptowano na magazyn mąki. Od 1794 używany był on częściowo jako koszary. 
W 1825 gmach admiralicji stał się ponownie bazą floty. Zlecenie przebudowy podupadłego budynku w całości na koszary otrzymał podpułkownik floty, architekt Fredrik Blom. Budynek został przebudowany w latach 1844–1846. Frederik Blom przedłożył początkowo propozycję utrzymaną w stylu prostego neoklasycyzmu, ale w 1844 zmienił projekt na założenie utrzymane w duchu architektury romantycznej, ze szczytami i wystającymi wieżami, którą to propozycję zatwierdził król Oskar I, miłośnik gotyku. Ostatecznie powstał rozczłonkowany budynek w stylu swobodnie potraktowanego „niderlandzkiego renesansu”, w nawiązaniu do jego początków. Budynek odznacza się pionową artykulacją podkreśloną narożnymi wieżyczkami zwieńczonymi ostrymi hełmami. Jego płaski i szeroki korpus ożywiają schodkowe szczyty i lukarny w dachu.
W 1935 Amiralitetshuset zyskał status pomnika narodowego (szw. statligt byggnadsminne). W 1952 budynek został ponownie przebudowany według projektu architekta Rudolfa Cronstedta z przeznaczeniem na kancelarie Ostkustens marindistriktsstab, którą to funkcję pełnił do 1982. W 1997 dokonano renowacji i adaptacji wnętrz budynku na biura. Obecnie mieści się w nim siedziba Svenska Turistföreningen (Szwedzkiego Związku Turystycznego).